# Lopo Mendes do Rio
Lopo Mendes do Rio ou simplesmente Lopo Mendes foi um fidalgo português do século XV.

## Biografia
Criado da Casa de El-Rei D. João II de Portugal e Cavaleiro da sua Casa, Almirante, 1.º Alcaide-Mor do Castelo de Sesimbra, na Freguesia do Castelo, em Sesimbra, da Ordem de Santiago, na sua família e Tesoureiro-Mor da Casa de Ceuta, etc, foi um dos três Cavaleiros que presenciaram a morte de D. Diogo, Duque de Viseu. Este último, feito chefe dos descontentes quando D. João II subiu ao trono por causa da política centralizadora do monarca, prepara em 1484 uma conjura para assassinar o rei e o príncipe herdeiro, o que lhe permitiria depois subir ao trono. Mas o monarca teve conhecimento da conjura e, atraindo o cunhado a Palmela, aí o apunhalou por suas próprias mãos ou, segundo os relatos escritos, por Diogo de Azambuja com o auxílio de D. Pedro de Eça, Alcaide-Mor do Castelo de Moura, e de Lopo Mendes do Rio.
Foi sua filha e herdeira Mécia Mendes, que vivia em 1513 casada com Antão Gonçalves.